# Mothica
Маккензи Эллис, также известная как Mothica — американский поп-музыкант из Оклахома-Сити. С детства она начала писать тексты песен, а в 18 — начала продюсировать их. С 2015 года она выпустила множество синглов, которые были распространены на музыкальных онлайн-платформах: Spotify, SoundCloud, TikTok и Bandcamp. Кроме того, она записала множество песен с другими музыкантами, некоторые из которых: Nydge, PUSHER, Crywolf и Icarus Moth. В июне 2020 сингл «VICES» стал вирусным в Tik Tok, обеспечив Эллис большую известность не только как музыканту, но и как певице.

## Биография

### Ранние годы
Маккензи Эллис родилась 12 марта 1995 года в Оклахома-Сити. В детстве она испытала депрессию, а также подвергала себя самоповреждению. Вскоре она решила излечиться от этого, но оказалось, что в её городе говорить о подобных проблемах — табу, поэтому она обратилась к онлайн-сообществам.
Хоть Эллис и писала музыку в детстве, она не хотела становиться музыкантом по профессии. Продюсировать же музыку для онлайн-релиза она начала в возрасте 18-ти лет.
Училась в Академии изящных искусств Хардинга. В 2013 году поступила в Институт Пратта и переехала в Бруклин. На первом курсе один из одногруппников продемонстрировал ей SoundCloud, а также  одолжил MIDI-клавиатуру. Первая её песня, выпущенная на SoundCloud, называлась «Starchild». В течение суток после выхода песня была прослушана более, чем 100 тыс. раз.

### Личная жизнь
У Эллис есть несколько татуировок. Её первой татуировкой стал геометрический куб на задней части шеи, потому что она любит архитектуру и минимализм. На правой руке у неё есть татуировка в виде летящего ястреба, пронзённого стрелой. Также на ней нарисован череп барана и лист папоротника. На спине у неё расположена татуировка, вдохновлённая картиной Рембрандта. Помимо всего этого, у неё есть татуировки с названиями её песен: «Chaos», «Heavy Hart», «NOW» и «VICES». Её последняя татуировка — изображение трёх мотыльков вокруг фонарного столба.
В 2019 Mothica собиралась переехать в Лос-Анджелес для продолжения своей музыкальной карьеры, но из-за пандемии COVID-19 была вынуждена вернуться к родителям в Оклахома-Сити. Дома в записи песен ей помогала мать — Дебби Эллис, также известная как Momica.

### Псевдоним
Эллис взяла себе творческий псевдоним Mothica, потому что, как она сама заявила, она, как мотылёк, тоже тянется к чему-то яркому и светлому.

## Карьера
В 2015 Эллис научилась записывать песни в программе Ableton, после чего она выпустила EP под названием Mythic. Одна из песен, «No One», заняла 6-ю строчку в американских чартах Spotify.
У Mothica нет лейбла, публициста или менеджера. Она считает себя музыкантом, который сделал себя сам. В 2020 году она начала продвигать песни на TikTok. Пиком её успеха стали песни «VICES» (28 млн прослушиваний на Spotify) и «Buzzkill» (33 млн прослушиваний на Spotify). В своё время, «VICES» занял 2-е место в чартах iTunes, обогнав Watermelon Sugar Гарри Стайлза.
В соц-сетях, в которых у неё было более 500 тыс подписчиков, она стала делится своим опытом борьбы с депрессией, пьянством и выпадением волос.
В августе 2020 года она выпустила дебютный альбом Blue Hour, в котором автобиографически рассказала о своём пути к трезвости. В марте 2021 года она выпустила EP под названием Forever Fifteen. В июле 2022 года она выпустила свой второй студийный альбом Nocturnal.

## Дискография

### Mythic (2015)
| №  | Английское название | Переведённое название   |
| 1. | Intro/ Hand Grenade | интро/ Ручная Граната   |
| 2. | Golden Hand         | Золотая Рука            |
| 3. | You Will Forget Me  | Ты Забудешь Меня        |
| 4. | Scared              | Испуганная              |
| 5. | No One              | Никому (*Не Принадлежу) |

### EP Heavy Heart (2017)
| №  | Английское название | Переведённое название |
| 1. | Self-Destructive    | Саморазрушительная    |
| 2. | Fall                | Упасть                |
| 3. | Sometimes           | Иногда                |
| 4. | Heavy Heart         | Тяжёлое Сердце        |
| 5. | Mark My Words       | Запомните Мои Слова   |
| 6. | Out Of It           | Не В Себе             |

### Ashes (2018)
| №  | Английское название | Переведённое название   |
| 1. | Up In Flames        | В Языках Пламени        |
| 2. | Burnout             | Выгорание               |
| 3. | Water Me Down       | Ослабить Меня           |
| 4. | Crossfire           | Перекрёстный Огонь      |
| 5. | Cheap Tricks        | Дешёвые Трюки           |
| 6. | Ashes               | Прах                    |
| 7. | By Now...           | К Настоящему Времени... |

### Blue Hour (2020)
| №   | Английское название            | Переведённое название            |
| 1.  | NOW                            | СЕЙЧАС                           |
| 2.  | Everything At Once             | Всё Сразу                        |
| 3.  | Blackout                       | Затмение                         |
| 4.  | Hands Off                      | Руки Прочь                       |
| 5.  | VICES                          | ПОРОКИ                           |
| 6.  | Blue Hour                      | Синий Час                        |
| 7.  | Hungover                       | Похмелье                         |
| 8.  | R.I.F.P. Rest In Fucking Peace | П.Н.Х.М. Покойся На Хрен с Миром |
| 9.  | Oh God                         | О, Боже                          |
| 10. | Sober Interlude                | Трезвый Перерыв                  |
| 11. | SPIRAL                         | СПИРАЛЬ                          |
| 12. | Crash                          | Авария                           |

### EP Forever Fifteen (2021)
| №  | Английское название | Переведённое название |
| 1. | Forever Fifteen     | Всегда Пятнадцать     |
| 2. | Buzzkill            | Зануда                |
| 3. | Funhouse            | Дурдом                |
| 4. | Motions             | Продвижение           |
| 5. | Intuition           | Чутьё                 |
| 6. | Upside              | Восставшая            |

### Nocturnal (2022)
| №   | Английское название        | Переведённое название         |
| 1.  | Sleepwalk                  | Лунатизм                      |
| 2.  | Nocturnal                  | Ночная                        |
| 3.  | Sensitive                  | Чувствительная                |
| 4.  | Highlights                 | Основные Моменты              |
| 5.  | I                          | I                             |
| 6.  | Casualty                   | Жертва                        |
| 7.  | Last Cigarette             | Последняя Сигарета            |
| 8.  | Back Of My Mind            | Задворки Моего Сознания       |
| 9.  | II                         | II                            |
| 10. | R.E.M. Relive Every Moment | П.К.М. Пережить Каждый Момент |
| 11. | Bedtime Stories            | Сказки на Ночь                |
| 12. | Lullaby                    | Колыбельная                   |
| 13. | III                        | III                           |
| 14. | Absinthe                   | Абсент                        |
| 15. | The Reckoning              | Расплата                      |
| 16. | Blood                      | Кровь                         |
| 17. | Tears                      | Слёзы                         |